# Agusta A.106
Agusta A.106 byl lehký jednomístný vrtulník navržený k protiponorkovým operacím z palub torpédoborců třídy Impavido Italského námořnictva. Stroj byl vybaven sofistikovanou elektronikou společnosti Ferranti, zajišťující autostabilizaci a identifikaci cílů, a mohl být vyzbrojen dvojicí torpéd zavěšených pod trupem. Dvoulistý nosný rotor a ocasní pylon mohly být při skladování na palubě lodi složeny, a na podvozkové ližiny mohly být upevněny nafukovací plováky.
Byly postaveny dva prototypy, z nichž první vzlétl v listopadu 1965. Plánovaná výroba pěti předsériových kusů byla námořnictvem zrušena v roce 1973.

## Uživatelé
- Itálie
  - Marina Militare (pouze zkoušky)

## Specifikace
Údaje podle Jane's All The World's Aircraft 1969-70

### Technické údaje
- Osádka: 1 (pilot)
- Délka: 8,00 m
- Výška: 2,5 m
- Průměr nosného rotoru: 9,50 m
- Plocha nosného rotoru: 70,9 m²
- Hmotnost prázdného stroje: 590 kg
- Vzletová hmotnost: 1 400 kg
- Pohonná jednotka: 1 × turbohřídelový motor Turbomeca-Agusta TAA.230
- Výkon pohonné jednotky: 224 kW (300 hp)

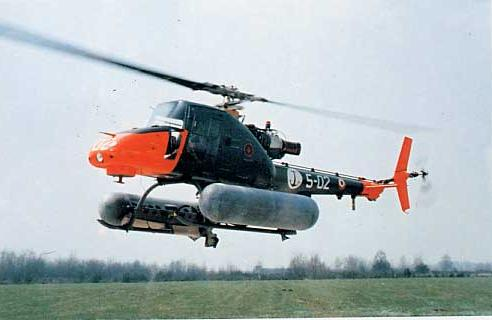
A.106

### Výkony
- Maximální rychlost: 176 km/h
- Dolet: 740 km[pozn. 1]
- Vytrvalost: 4 hodiny a 30 minut
- Praktický dostup: 3 000 m[pozn. 2]
- Stoupavost: 6,2 m/s

### Výzbroj
- 2 × torpédo Mk.44 nebo
- 10 × hlubinná puma nebo
- 2 × kulomet ráže 7,62 mm a 10 × raketa ráže 80 mm